# La grande riserva
La grande riserva è un'opera di Caspar David Friedrich, risalente all'incirca al 1832.
Grazie alla vicinanza a Dahl, Caspar David Friedrich aveva rinnovato le sue tavolozze con colori più accessi affiancate a composizioni meno rigide. Fra i quadri dipinti secondo questa nuova maniera si annovera soprattutto La grande riserva.
Nel dipinto è raffigurata la palude di Ostra, collocata sulle rive meridionali del fiume Elba. Straripando, l'Elba bagna le zone circostanti: di qui le zone di terreno mescolate a pozze d'acqua presenti nel dipinto. Accostata alla riva notiamo la presenza di una barca con la vela gonfia a causa del soffio leggero del vento. Sullo sfondo troviamo ampi prati interrotti di tanto in tanto dalla presenza di alberi. L'orizzonte è basso e più della metà della tela è occupata dalla raffigurazione del cielo al tramonto. La barca arenata a riva, il crepuscolo e i colori tenui trasmettono una sensazione di malinconia che potrebbe rispecchiare lo stato d'animo del pittore. La linea di luce dell'orizzonte, insieme alle nuvole la cui direzione porta l'occhio ad allontanarsi verso le estremità del quadro, ricorda la nostalgia dell'infinito, tema tipico di Friedrich.